# Maison Philippe-Verrette
La maison Philippe-Verrette est une maison de style « boomtown »  située au 732-734, rue Saint-François-Xavier à Trois-Rivières au Québec (Canada). Elle a été classée immeuble patrimonial en 1991 par le ministère de la Culture et des Communications en raison de son haut degré d'intégrité, la maison ayant conservé sa forme et son revêtement extérieur.